# Ossinowka (Kaliningrad, Bagrationowsk)
Ossinowka (russisch Осиновка, deutsch Konitten) war ein Ort in der russischen Oblast Kaliningrad (Gebiet Königsberg (Preußen)). Seine Ortsstelle liegt heute im Munizipalkreis Rajon Bagrationowsk (Stadtkreis Preußisch Eylau).

## Geographische Lage
Ossinowka liegt im südlichen Westen der Oblast Kaliningrad, zwölf Kilometer nordöstlich der einstigen Kreis- und heutigen Rajonshauptstadt Bagrationowsk (deutsch Preußisch Eylau).

## Geschichte
Bereits vor 1426 wurde Conithen gegründet und nach 1426 Conitten, nach 1785 Connitten, nach 1871 Konnitten und nach 1895 bis 1947 Konitten genannt. Als Vorwerk war Konitten bis 1928 ein Wohnplatz in Groß Waldeck (russisch Ossokino), danach bis 1945 in der Landgemeinde Mostitten (russisch Ostrowskoje) im ostpreußischen Kreis Preußisch Eylau.
Mit dem gesamten nördlichen Ostpreußen kam Konitten 1945 in Kriegsfolge zur Sowjetunion. Im Jahre 1947 erhielt der Ort die russische Namensform „Ossinowka“. In demselben Jahr wurde er in den Tischinski selski Sowet (Dorfsowjet Tischino (Abschwangen)) ein- und nur wenig später in den Gwardeiski selski Sowet (Dorfsowjet Gwardeiskoje (Mühlhausen)) umgegliedert. 
Der Ort wurde zunächst wohl noch besiedelt, dann aber schon lange vor 1975 verlassen. Er verwaiste und gilt heute als untergegangen. Seine Ortsstelle gehört jetzt zum Rajon Bagrationowsk (Stadtkreis Preußisch Eylau) in der Oblast Kaliningrad (Gebiet Königsberg (Preußen)) in Russland.

## Religion
Konitten war bis 1945 in den Sprengel Almenhausen (russisch Kaschtanowo) im Kirchspiel Almenhausen/Abschwangen eingepfarrt. Es gehörte zur Kirchenprovinz Ostpreußen der Kirche der Altpreußischen Union.

## Verkehr
Die kaum noch wahrnehmbare Ortsstelle Ossinowkas resp. Konittens ist über Landwege von Ossokino (Groß Waldeck) aus zu erreichen.